# Javier González Ferrari
Eduardo Javier González Ferrari (Madrid, 13 de agosto de 1952) es un periodista español.

## Biografía

### Inicios: Cadena SER (hasta 1986)
Hijo del periodista Antonio González Calderón, se licenció en Periodismo y su primera experiencia profesional fue en el semanal Blanco y negro.
Pronto se inicia en el mundo de la radio donde ha desarrollado la mayor parte de su carrera. En 1975 ingresa en la Cadena SER y dirige el informativo de mediodía, Hora 14 (1982-1985), Hora 25 (1985-1986) y el programa de tertulia La trastienda (1984). En 1985 fue nombrado, además Subdirector de Informativos de la cadena.

### RNE, Cadena COPE, Telemadrid (1986-1993)
En octubre de 1986 es fichado por Radio Nacional de España y durante un año dirige el informativo matinal España a las 8.
Un año después comienza a trabajar en la Cadena COPE dirige el espacio nocturno Un día en España, una de cuyas secciones se llamó La linterna, embrión del posterior programa, y que en aquella época contaba con la colaboración de Pilar Cernuda, Emilio Romero y Julián Lago.
En noviembre de 1989 se incorpora a la recién creada cadena autonómica Telemadrid donde presenta y dirige los programas El ruedo y En comunidad.
En 1991, tras la salida de Luis del Olmo de la emisora COPE, Ferrari se hizo cargo del programa matinal, que llevó el título de Cada día.
Solo un año después, en septiembre de 1992, coincidiendo con la llegada a la COPE de Antonio Herrero, González Ferrari ficha por Onda cero para hacerse cargo del informativo de la mañana, Al día. Sin embargo, solo se mantiene en la emisora unos meses, pues en marzo de 1993 rescinde su contrato.

### Antena 3 Radio, Cadena SER (1993-1996)
Pasa en ese momento a Antena 3 Radio, donde dirige el informativo nocturno Hora Cero, contando con colaboradores como Pilar Miró, Carlos Carnicero o Consuelo Álvarez de Toledo.
En septiembre de 1994 vuelve a la Cadena SER para retomar el informativo Hora 14, donde consigue el liderazgo de audiencia en esa franja horaria.

### RTVE (1996-2002)

#### Director de Radio Nacional de España (1996-1998)
En mayo de 1996 es nombrado director de Radio Nacional de España. Una de las decisiones de su mandato fue la destitución como Jefe de Deportes del periodista Juan Manuel Gozalo, y la potenciación de los programas informativos y deportivos, en especial Radiogaceta de los deportes.
Durnante su etapa al frente de RNE, hasta 1998, se incorporó también como presentador y director al programa de entrevistas Los desayunos de Radio 1, transmitidos también por Televisión española con el nombre de Los desayunos de TVE.

#### Director de Informativos de TVE (1998-2000)
En abril de 1998, tras la marcha de Ernesto Sáenz de Buruaga a Antena 3,  Fernando López-Amor lo nombra Director de los Servicios Informativos de TVE. En el tiempo que desempeñó esa responsabilidad, González Ferrari fue duramente criticado por los partidos políticos entonces en la oposición, con el PSOE a la cabeza, que le acusaban de sectarismo y continua manipulación informativa, y en sede parlamentaria (julio de 1999), el entonces diputado y secretario socialista para relaciones con los medios, Alfredo Pérez Rubalcaba llegó a solicitar su dimisión.

#### Director general de RTVE (2000-2002)
Tras las elecciones generales celebradas en 2000 y la obtención de la mayoría absoluta por parte del Partido Popular, el Consejo de Ministros celebrado el 12 de mayo acuerda nombrarlo director general de RTVE.
Durante su mandato, que se prolongó hasta 2002,[cita requerida] RTVE pasó a depender, desde el 1 de enero de 2001, de la Sociedad Estatal de Participaciones Industriales (SEPI), que se encargó de la elaboración de un Plan de Viabilidad del ente, y que proponía la segregación de RTVE en dos entidades: una de carácter comercial y otra de servicio público. González Ferrari se opuso al contenido de esa propuesta, y en octubre de 2001 ante la Comisión de Control de RTVE del Congreso de los Diputados anunció finalmente que no se aplicaría.
Poco después, y tras el relevo en la dirección de la SEPI de Pedro Ferreras por Ignacio Ruiz-Jarabo, se aprobó una nueva versión del Plan, que preveía la eliminación de la deuda para 2004.
La restricción en el gasto llevó a renunciar a la adquisición de los derechos del Mundial de Fútbol de Japón-Corea del Sur.
Por otro lado, su neutralidad e imparcialidad fueron muy cuestionadas por los partidos políticos de la oposición. El PSOE solicitó su dimisión en diciembre de 2001 con motivo de la cobertura realizada de la manifestación contra la Ley Orgánica de Universidades y en marzo de 2002 por la cancelación de una entrevista a Javier Solana.
Finalmente, por primera vez en la historia de Televisión española una sentencia judicial determinó la existencia de manipulación informativa por parte del ente público. Fue con motivo de la cobertura de la huelga general de 20 de junio de 2002.
Tan solo un mes después de la huelga, el 19 de julio, fue relevado de su cargo, a petición propia.

### Onda Cero (2002-2015) y Antena 3 TV (2003-2006)
En agosto de 2002, era nombrado Presidente Ejecutivo de Onda Cero.
En septiembre de 2003 se incorporaba a Antena 3 Televisión, donde durante la temporada 2003-2004 presentó la tertulia matinal La Respuesta. Posteriormente, participó como contertulio en un programa similar que presentó Montserrat Domínguez: Ruedo Ibérico (2004-2006).
El 29 de mayo de 2015 deja la presidencia de Atresmedia Radio y Onda Cero después de trece años al frente de la misma, sustituyéndole el director general de la división de Radio de Atresmedia, Ramón Osorio, que pasa a ser el primer ejecutivo. "Creo que ha llegado el momento de afrontar una nueva etapa en mi vida", aseguraba.

### Vozpópuli - Barra Libre (2021- )
Inicia colaboraciones puntuales en el programa de actualidad Barra Libre que publica el diario online Vozpópuli.

## Polémicas
En 2009, con motivo de la tramitación de la Ley General de la Comunicación Audiovisual, González Ferrari se mostró muy crítico con las emisoras de radio sin licencia, en especial esRadio. Sin embargo, Onda Cero también tiene emisoras en situación irregular.[cita requerida]

## Premios
- Antena de Oro (1996) por Hora 14.

| Predecesor: Diego Carcedo            | Director de RNE 1996-1998                               | Sucesor: Diego Armario        |
| Predecesor: Ernesto Sáenz de Buruaga | Director de los Servicios informativos de TVE 1998-2000 | Sucesor: Alfredo Urdaci       |
| Predecesor: Pío Cabanillas           | Director general de RTVE 2000-2002                      | Sucesor: José Antonio Sánchez |